# Klasa okręgowa (grupa warmińsko-mazurska II)
Klasa okręgowa (grupa warmińsko-mazurska II) – jedna z dwóch grup klasy okręgowej na terenie województwa warmińsko-mazurskiego. Zwycięzcy otrzymują awans do IV ligi, gr. warmińsko-mazurskiej, natomiast najsłabsze zespoły spadają do odpowiedniej terytorialnie klasy A.

## Zwycięzcy i drużyny awansujące
| Sezon     | Zwycięzca grupy            | Pozostałe drużyny awansujące                      | Źródło |
| --------- | -------------------------- | ------------------------------------------------- | ------ |
| 2023/2024 | Start Nidzica              | Sokół Ostróda                                     | [ 1 ]  |
| 2022/2023 | Constract Lubawa           | brak                                              | [ 2 ]  |
| 2021/2022 | Olimpia Olsztynek          | brak                                              | [ 3 ]  |
| 2020/2021 | Polonia Iłowo              | brak                                              | [ 4 ]  |
| 2019/2020 | GSZS Rybno                 | Olimpia Olsztynek                                 | [ 5 ]  |
| 2018/2019 | Warmia Olsztyn             | Błękitni Orneta                                   | [ 6 ]  |
| 2017/2018 | ITS Jeziorak Iława         | brak                                              | [ 7 ]  |
| 2016/2017 | Pomowiec Gronowo Elbląskie | Tęcza Miłomłyn                                    | [ 8 ]  |
| 2015/2016 | GSZS Rybno                 | brak                                              | [ 9 ]  |
| 2014/2015 | Unia Susz                  | Orzeł Janowiec Kościelny                          | [ 10 ] |
| 2013/2014 | Polonia Pasłęk             | Błękitni Orneta                                   | [ 11 ] |
| 2012/2013 | Olimpia Olsztynek          | Warmiak Łukta                                     | [ 12 ] |
| 2011/2012 | Olimpia II Elbląg          | Polonia Iłowo, Orzeł Janowiec Kościelny           | [ 13 ] |
| 2010/2011 | Barkas Tolkmicko           | Drwęca Nowe Miasto Lubawskie                      | [ 14 ] |
| 2009/2010 | Olimpia Olsztynek          | brak                                              | [ 15 ] |
| 2008/2009 | Błękitni Orneta            | brak                                              | [ 16 ] |
| 2007/2008 | GKS Wikielec               | ZKS Olimpia Elbląg, Start Nidzica, Tęcza Miłomłyn | [ 17 ] |
| 2006/2007 | Concordia Elbląg           | brak                                              | [ 18 ] |
| 2005/2006 | Zatoka Braniewo            | Zamek Kurzętnik                                   | [ 19 ] |
| 2004/2005 | Olimpia Olsztynek          | Start Nidzica                                     | [ 20 ] |
| 2003/2004 | Zamek Kurzętnik            | Warmiak Łukta                                     | [ 21 ] |
| 2002/2003 | Huragan Morąg              | Ewingi Zalewo                                     | [ 22 ] |